# テトラフルオロエチレン
テトラフルオロエチレン（Tetrafluoroethylene、TFE）は、炭素原子とフッ素原子だけからなる、C2F4という分子式で表される化学物質（フルオロカーボン）である。工業的にはポリマーの製造に用いられる。また有機化学的には、ディールス・アルダー反応を起こすことができる。

## 特徴
TFEは、4つの水素原子が全てフッ素原子に置換されたエチレンの誘導体である。無色無臭の気体で、非飽和のフッ化炭素化合物であるため、求核性を持つ。

## 利用
重合してテフロン（ポリテトラフルオロエチレン、PTFE）となる。PTFEは、フッ素と炭素だけからなる2つのフッ化炭素樹脂のうちの1つである。もう1つはTFEと6-9%のヘキサフルオロプロペン（HFP）からなるFEPである。TFEはまた、水素や酸素を含む化合物とともに多くの共重合体を作る。TFEを含むプラスチックには、エチレンと1:1で混合したETFEやランダム共重合体のPFAなどがある。PFAの製造にデュポンは主にメチルビニルエーテルを用いているのに対し、ダイキンはプロピルビニルエーテルを用いている。TFEを使った多くのポリマーがあるが、TFEの重量比は通常50%未満となっている。

## 製造
TFEはクロロホルムから作られる。クロロホルムはフッ化水素と反応してクロロジフルオロメタンとなり、クロロジフルオロメタンが熱分解してTFEが生成する。
CHCl3 + 2 HF → CHClF2 + 2 HCl
2 CHClF2 → C2F4 + 2 HCl
実験室的には、PTFEを減圧下で熱分解して製造する。PTFEにはひびが入り、圧力に依存してC2F4などの物質が生成される。

## 安全性
ラットに吸入させた時のLD50は、約40000ppmである。
国際がん研究機関によるIARC発がん性リスク評価では、Group2A（ヒトに対する発癌性がおそらくある）に分類されている。